# 王崑 (正德進士)
王崑（1478年—？），字希申，直隸鳳陽府宿州靈璧縣人，民籍，明朝政治人物。

## 生平
正德五年（1510年）庚午科應天鄉試第四十七名舉人，十二年（1517年）中式丁丑科會試第一百八十八名，三甲第四十七名進士。都察院觀政，授蘭溪縣知縣。

## 家族
曾祖王致遠；祖父王景信；父王澤，紀善。前母方氏；母汪氏。慈侍下。兄王嶽，弟王崙、王嶧。